# Баркинхой
Баркинхой, Беркимхой, Баркинхоевы — ингушский тейп, состоящий из около 25 фамилий (патрони́мий; ингуш. ваьр или никъ/наькъан) и территориально входивший в Галгаевское общество. Происходит из башенных поселений в Галгаевском ущелье горной Ингушетии (ныне Джейрахский р-н, РИ): Нижний Озиг и Гадаборш. Родственен другому ингушскому тейпу Шоанхой.

## Генетическое происхождение
По данным современных молекулярно-генетических исследований, представители тейпа Баркинхой по мужской линии относятся к гаплогруппе J2a1b (J-Y3640) — линии, характерной для восточного Кавказа и происходящей от древней ближневосточной ветви J2, связанной с неолитическим распространением земледелия.
Субклад J2a1b (J-Y3640) проник на Северный Кавказ около 3 000–3 500 лет назад, предположительно в эпоху позднего бронзового века, что коррелирует с археологическими культурами региона, включая Кобанскую. У предков нахских народов эта линия укоренилась и стала одной из доминирующих.
Все протестированные представители тейпа Баркинхой принадлежат к субкладу J-Y180135, происходящему от общего предка, жившего в XV–XVI веках, что соответствует 15–20 поколениям от настоящего времени (по состоянию на 2025 год). 
Генетическое родство подтверждено между следующими фамилиями тейпа Баркинхой: Баркинхоевы, Парчиевы, Банхаевы, Катиевы, Гадаборшевы, Тамасхановы, Точиевы. 
Также выявлена близкая родственная связь с частью тейпа Шоанхой (в частности, с Гетагазовыми и Итазовыми), что соответствует преданию о переселении родоначальника Шоанхой из Озига.

## История

### Возникновение
История тейпа Баркинхой уходит корнями в средневековье. Согласно преданиям, родоначальником тейпа был Барким из Таргима, живший предположительно в XIV—XV веках. Существуют предания, согласно которым он занимал влиятельный пост во времена Тамерлана, известного также как Тимур Хромой и был иноземцем. Ему приписывали тюркское, кумыкское или монгольское происхождение. Барким и основал селение Озиг в горной Ингушетии, которое стало колыбелью и центром развития тейпа.

### Влияние и социальные роли
С течением времени Баркинхой расширяли свои владения и расселялись по другим территориям, сохраняя при этом тесные связи с родовым селением.
Баркинхой исторически проживали в Галгаевском ущелье горной Ингушетии, в частности селениях Озиг (Верхний, Средний, Нижний) и Гадаборш. Именно там находятся родовые башни тейпа.
Баркинхой являлись одним из важнейших родов в ингушской общине, игравшие значительную роль в управлении и организации жизни в горной Ингушетии, наряду с такими тейпами как Эгахой, Таргимхой, Хамхой, Йовлой и Кокурхой. Баркинхой, как и другие большие тейпы, были ответственны за поддержание порядка и безопасности в ущелье, обеспечивая защиту от внешних угроз и разрешая внутренние конфликты.

### Уход из родовых башен
В результате исторических событий, таких как Кавказская война, депортация ингушей, представители тейпа Баркинхой постепенно расселились по всей Ингушетии. Баркинхой также основывали новые селения на территориях, покинутых казаками. Примерами таких селений являются Мужичи и Гадаборш-Юрт (ныне Куртат, РСО).
В 1944 году подверглись депортации чеченцев и ингушей. В настоящее время Баркинхой проживают в различных регионах России и за рубежом.

## Состав
Баркинхой являются носителями около 25 фамилий, наиболее крупные из них:
Баркинхоевы, Гадаборшевы, Котиевы, Точиевы, Хамчиевы и др.
Полный список фамилий:
| Баркинхоевы (ингуш. Баркинхой)                      | Гадаборшевы (ингуш. Гадаборш наькъан)                                                       | Далиевы (ингуш. Дили наькъан) | Котиевы (ингуш. Кете наькъан) | Точиевы (ингуш. Тоач наькъан) | Парчиевы (ингуш. Пхьарч наькъан) | Хамчиевы (ингуш. Хамч наькъан) |
| Баркинхоевы Аксаковы Банхаевы Гантимировы Кансыговы | Гадаборшевы Амхадовы Баркинхоевы Сурхаевы Сампиевы Тамасхановы Дудуркиевы Мачукиевы Иналовы | Далиевы                       | Котиевы Михалишвили           | Точиевы Тутаевы Алмазовы      | Парчиевы                         | Хамчиевы                       |